# Nha Trangstadion
Het Nha Trangstadion (Vietnamees: Sân vận động 19 tháng 8) is een multifunctioneel stadion in Nha Trang, een stad in Vietnam. 
Het stadion wordt vooral gebruikt voor voetbalwedstrijden, de voetbalclub Sanna Khánh Hòa BVN F.C. maakt gebruik van dit stadion. In het stadion is plaats voor 25.000 toeschouwers. 